# Hammerstein Ballroom
De Hammerstein-Ballroom is een balzaal annex concertzaal gelegen in het Manhattan Centre op 311 West 34th Street in Midtown Manhattan (New York). De capaciteit van de balzaal is afhankelijk van de configuratie van de ruimte; het biedt plaats aan 2500 mensen voor theatrale producties en muzikale uitvoeringen, en enkele duizenden voor evenementen in een centrale ring. De twee belangrijkste balkons - die ongewoon dicht bij de grond zijn en zachtjes afhellen - bieden plaats aan in totaal 1.200. 

## Geschiedenis
Het Manhattan Centre werd in 1906 gebouwd door Oscar Hammerstein I als het Manhattan Opera House, de thuisbasis van zijn Manhattan Opera Company, een alternatief voor de populaire maar relatief dure Metropolitan Opera.  In 1910 betaalde de Metropolitan Opera Hammerstein $ 1,2 miljoen om tien jaar lang te stoppen met het opereren van het Manhattan Opera House als operagebouw. Dit leidde ertoe dat het uitgebreid versierde theater werd gebruikt voor verschillende evenementen, waaronder vaudeville. 